# Єгорович В'ячеслав Володимирович
В'ячеслав Володимирович Єгорович (нар. 18 вересня 1946, Штендаль, Радянська зона окупації Німеччини — пом. 18 вересня 2017, Москва, Росія) — радянський футболіст та тренер, виступав на позиції нападника.

## Життєпис
Вихованець ДЮСШ «Металург» (Запоріжжя). Розпочав кар'єру в команді майстрів 2-ї групи класу «А» «Металург» (Запоріжжя) в 1964 році. У 1966 році перейшов в іншу команду 2-ї групи класу «А», СКА (Київ). У 1968 році грав за команду класу «Б» «Трубник» з Нікополя. У наступному році перейшов в команду 2-ї групи класу «А» «Суднобудівник» (Миколаїв). У 1970 році повернувся в запорізький «Металург».
У 1971 році став гравцем команди вищої ліги «Спартак» (Москва). Перший матч за основний склад червоно-білих провів 17 березня 1971 року народження, в той же день відзначився першим голом у складі «Спартака». У 1971 році завоював Кубок СРСР, отримав звання майстра спорту. Всього зіграв за «Спартак» 40 матчів, у тому числі 25 — у чемпіонаті СРСР, 13 — у розіграші Кубку СРСР та два — у розіграші Кубку УЄФА. Вісім разів був замінений, 21 раз виходив на заміну. Забив 12 м'ячів, у тому числі 3 — у чемпіонаті СРСР, 8 — у розіграші Кубку СРСР та один — у розіграші Кубку УЄФА. 15 м'ячів забив за дубль московського «Спартака».
У 1973 році повернувся в запорізький «Металург», де провів менше двох років в першій лізі. Недоігранной сезон 1974 року, змушений перейти в колектив фізичної культури (КФК) «Локомотив» (Москва), який представляв трудовий колектив Московсько-Ярославського відділення залізничної дороги. Сезон 1974 року закінчував в іншому КФК «Урожай» (Останкіно). У 1976 році повертається в запорізький «Металург», але ненадовго. Так і не зігравши за запорізьку команду жодного матчу, повернувся в останкінський «Урожай». У тому ж році стає гравцем команди майстрів другої ліги «Колос» (Нікополь). У 1978 році стає граючим головним тренером новоствореної футбольної команди КФК «Атоммаш» (Волгодонськ), яка наступного 1979 році дебютувала в чемпіонаті Ростовської області, зайнявши в підсумку 4-е місце. Після закінчення сезону 1979 року завершив кар'єру футболіста.
З 1990 року начальник команди ветеранів московського «Спартака». Генеральний директор клубу ветеранів «Спартака».
Похований на Анкудіновскому кладовищі в Москві.

## Статистика виступів
Наведена статистика виступів лише за команди майстрів. Дані по матчах та забитим м'ячам неповні. Через це поряд з цифрою стоїть знак ↑.
| Клуб                          | Сезон                         | Ліга  | Ліга | Кубок | Кубок | Єврокубки | Єврокубки | Інші  | Інші | Загалом | Загалом |
| Клуб                          | Сезон                         | Матчі | Голи | Матчі | Голи  | Матчі     | Голи      | Матчі | Голи | Матчі   | Голи    |
| ----------------------------- | ----------------------------- | ----- | ---- | ----- | ----- | --------- | --------- | ----- | ---- | ------- | ------- |
| «Металург» (Запоріжжя)        | 1964                          | 0     | 0    | 0     | 0     | 0         | 0         | 33    | 3    | 33      | 3       |
| «Металург» (Запоріжжя)        | 1965                          | 24    | 4    | 2     | 0     | 0         | 0         | 21    | 5    | 47      | 9       |
| «Металург» (Запоріжжя)        | Загалом                       | 24    | 4    | 2     | 0     | 0         | 0         | 54    | 8    | 80      | 12      |
| СКА (Київ)                    | 1966                          | 0     | 0    | 0     | 0     | 0         | 0         | 13    | 5    | 13      | 5       |
| СКА (Київ)                    | 1967                          | ?     | ?    | ?     | ?     | 0         | 0         | ?     | ?    | ?       | ?       |
| СКА (Київ)                    | Загалом                       | ?     | ?    | ?     | 0     | 0         | 0         | 13↑   | 5↑   | 13↑     | 5↑      |
| «Трубник» (Нікополь)          | 1968                          | ?     | ?    | 0     | 0     | 0         | 0         | 0     | 0    | ?       | ?       |
| «Трубник» (Нікополь)          | Загалом                       | ?     | ?    | 0     | 0     | 0         | 0         | 0     | 0    | ?       | ?       |
| «Суднобудівник» (Миколаїв)    | 1969                          | ?     | ?    | 0     | 0     | 0         | 0         | 0     | 0    | ?       | ?       |
| «Суднобудівник» (Миколаїв)    | 1970                          | 21    | 4    | 0     | 0     | 0         | 0         | 0     | 0    | 21      | 4       |
| «Суднобудівник» (Миколаїв)    | Загалом                       | 21↑   | 4↑   | 0     | 0     | 0         | 0         | 3     | 0    | 21↑     | 4↑      |
| «Металург» (Запоріжжя)        | 1970                          | ?     | 6    | 0     | 0     | 0         | 0         | 0     | 0    | ?↑      | 6       |
| «Металург» (Запоріжжя)        | Загалом                       | ?↑    | 6    | 0     | 0     | 0         | 0         | 0     | 0    | ?↑      | 6       |
| «Спартак» (Москва)            | 1971                          | 15    | 3    | 6     | 5     | 2         | 1         | ?     | 11   | 23↑     | 20      |
| «Спартак» (Москва)            | 1972                          | 10    | 0    | 7     | 3     | 0         | 0         | ?     | 4    | 17↑     | 7       |
| «Спартак» (Москва)            | Загалом                       | 25    | 3    | 12    | 8     | 2         | 1         | ?     | 15   | 40↑     | 27      |
| «Металург» (Запоріжжя)        | 1973                          | 19    | 4    | 0     | 0     | 0         | 0         | ?     | ?    | 19↑     | 4↑      |
| «Металург» (Запоріжжя)        | 1974                          | 13    | 5    | 1     | 0     | 0         | 0         | ?     | ?    | 14↑     | 5↑      |
| «Металург» (Запоріжжя)        | 1975                          | 0     | 0    | 0     | 0     | 0         | 0         | 0     | 0    | 0       | 0       |
| «Металург» (Запоріжжя)        | Загалом                       | 32    | 9    | 1     | 0     | 0         | 0         | ?     | ?    | 33↑     | 9↑      |
| «Колос» (Нікополь)            | 1975                          | ?     | ?    | 0     | 0     | 0         | 0         | 0     | 0    | ?       | ?       |
| «Колос» (Нікополь)            | 1976                          | 36    | 11   | 0     | 0     | 0         | 0         | 0     | 0    | 36      | 11      |
| «Колос» (Нікополь)            | 1977                          | 4     | 1    | 0     | 0     | 0         | 0         | 0     | 0    | 4       | 1       |
| «Колос» (Нікополь)            | Итого                         | 40↑   | 12↑  | 0     | 0     | 0         | 0         | 0     | 0    | 40↑     | 12↑     |
| Усього за команди вищої ліги  | Усього за команди вищої ліги  | 25    | 3    | 12    | 8     | 2         | 1         | ?     | 15   | 40↑     | 27      |
| Усього за команди першої ліги | Усього за команди першої ліги | 87↑   | 23↑  | 3     | 0     | 0         | 0         | 70↑   | 13↑  | 160↑    | 36↑     |
| Усього за команди другої ліги | Усього за команди другої ліги | 40↑   | 12↑  | 0     | 0     | 0         | 0         | 0     | 0    | 40↑     | 12↑     |

1. ↑  Інформацію про матчі та голи за клуб в різних лігах чемпіонату СРСР
2. ↑  Інформацію про матчі та голи за клуб в розіграші Кубку СРСР
3. ↑  Інформацію про матчі та голи за клуб в розіграші Кубку кубків.
4. ↑  Інформацію про матчі та голи за клуб у турнірі дублерів.

## Досягнення
- Кубок СРСР
  -  Володар (1): 1971
- Майстер спорту СРСР (1971)